# Cernion
Cernion é uma comuna francesa na região administrativa de Grande Leste, no departamento Ardenas. Estende-se por uma área de 6,38 km². Em 2010 a comuna tinha 60 habitantes (densidade: 9,4 hab./km²).